# Guido Marussig
Guido Marussig (Trieste, 1885 – Gorizia, 1972) è stato un pittore, incisore e scultore italiano.

## Biografia
Cugino di Piero, studia decorazione alla Scuola Industriale Triestina e, con una borsa di studio del Comune, nel 1900 inizia a frequentare i corsi dell'Accademia di Belle Arti di Venezia, dove è allievo di Ettore Tito e di Augusto Sezanne. 

Il successo lo chiama nel 1905 ad esporre alla Biennale (manifestazione a cui parteciperà per 17 edizioni). 
Nella Biennale del 1907 espone nella celebre sala  L'arte del sogno accanto a Chini, Nomellini, Previati, von Stuck, Martini.
Nel 1908 è tra i principali esponenti del Gruppo di Cà Pesaro. Alla Biennale del 1909 viene a contatto con la pittura di Klimt e con la Secessione viennese.
Si dedica anche alla xilografia e nel 1914 riscuote un notevole successo con la serie di soggetto veneziano (Venezia incisa nel legno); contemporaneamente svolge un'importante collaborazione con l'innovativa rivista L'Eroica.
Nel 1916 si trasferisce a Milano, dove si dedica prevalentemente alla grafica. In questi anni conosce Gabriele D'Annunzio, con cui inizia una stretta e profonda collaborazione: l'allestimento alla Scala della scenografia per La nave (1918) e le decorazioni del Vittoriale (1922-1935).  A Milano lavora intensamente anche come illustratore di libri e di riviste, come progettista di elementi di arredo, come architetto e come scultore.

Nel 1919 è a Fiume con D'Annunzio che lo nomina a Primo Edile della Reggenza del Carnaro.

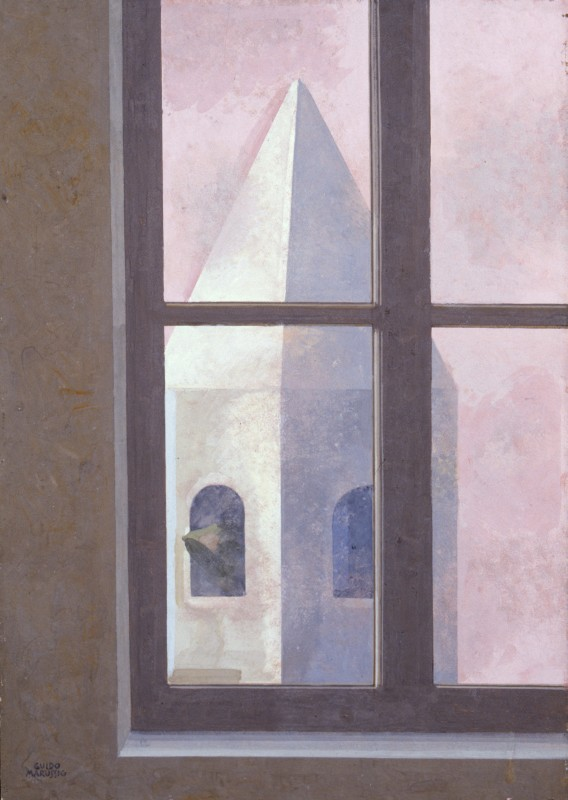
Campanile, 1963 ca.
Fondazione Cariplo

Ai molteplici interessi milanesi corrisponde una netta diminuzione dell'attività pittorica che riprende solo tra il terzo e il quarto decennio del secolo quando matura una sua tutta personale adesione alle poetiche espresse dal gruppo di Novecento, con cui espone nel 1929 e nel 1932. 
In questo periodo la sua arte, che risente la lezione del simbolismo, si esprime con volumi organizzati in composizioni calibrate e scenografiche.

A partire dagli anni Trenta si dedica anche alla didattica (Accademia di Brera dal 1932) e alla pubblicistica d'arte. Nel 1939 esegue il mosaico La giustizia romana per il Palazzo di Giustizia di Milano.
Al termine della seconda guerra mondiale torna a dedicarsi alla pittura, mantenendo però il suo impegno didattico.

L'artista muore a Gorizia nel 1972.